# Before et After
Before et After sont une paire de tableaux puis d'estampes réalisées par l'artiste britannique William Hogarth. Les tableaux sont peints en 1730-1731 tandis que leurs pendants gravés à l'eau-forte et au burin sont tirés en 1736. La première version montre une scène extérieure dans une clairière boisée, inspirée de la fête galante française contemporaine, tandis qu'une seconde version déplace la scène à l'intérieur. Dans chaque paire, basée sur la position et l'apparence des sujets, les compositions montrent le couple avant et après le rapport sexuel.